# 安比埃茲峰
46°8′55″N 10°52′31″E / 46.14861°N 10.87528°E
安比埃茲峰（義大利語：Cima d’Ambiez），是意大利的山峰，位於該國北部，由特倫托自治省負責管轄，屬於布倫塔山脈的一部分，海拔高度3,102米，人類在1880年9月5日首次登頂。